# Bataille d'Aïn Issa
Guerre civile syrienne
Batailles
La bataille d'Aïn Issa a lieu du 22 juin au 10 juillet 2015 pendant la guerre civile syrienne. Elle oppose l'État islamique aux Kurdes des YPG et aux rebelles de l'ASL soutenus par la coalition pour le contrôle de la ville de Aïn Issa, entre Tall Abyad et Raqqa. Pendant plusieurs jours la ville passe de mains en mains.

## Déroulement

### Offensive des YPG et prise de la ville
Après avoir pris la ville de Tall Abyad le 16 juin 2015, les YPG et les rebelles avancent vers le sud, sur la route de Raqqa. Leur objectif est la petite ville de Aïn Issa et la base de la Brigade 93, située au sud-ouest de cette localité. Le 19 juin, au moins quatre Kurdes et trois djihadistes sont tués dans un combat au sud de Soulouk. Le 22, les YPG et les rebelles s'emparent de la Brigade 93,. Selon l'OSDH, au moins 26 djihadistes sont tués à Aïn Issa la nuit du 22 au 23 juin par des frappes de la coalition. Le 23, les djihadistes abandonnent Aïn Issa et les YPG et l'ASL s'emparent de la ville, située à 56 kilomètres au nord de Raqqa,,,.

### Contre-offensive de l'État islamique
Le 30 juin 2015, peut-être dans le but de faire une diversion, plusieurs dizaines de combattants de l'État islamique parviennent à s'infiltrer à Tall Abyad et à reprendre le contrôle d'un quartier à l'est de la ville. Les YPG contre-attaquent et repoussent les djihadistes le lendemain. Selon l'OSDH au moins trois combattants kurdes et quatre hommes de l'EI ont été tués,.
Le 5 juillet, l'État islamique lance une contre-attaque sur Aïn Issa et des positions kurdes dans les environs. Selon l'OSDH, la localité est prise le lendemain, ce que les YPG contestent. Les combats se poursuivent et la coalition effectue plusieurs frappes. Selon l'OSDH, les Kurdes perdent plusieurs dizaines de combattants tandis que les djihadistes ont au moins 37 tués et 46 blessés qui sont ramenés à Raqqa,,,. Selon RFI, des sources kurdes évoquent au 93 hommes de l'EI tués. Selon l'OSDH, le village de Maghar est repris par les YPG le soir du 6 juillet, puis le lendemain matin al-Sharakrak et 10 villages au nord-est de Aïn Issa sont repris par les Kurdes,,. Le 8 juillet selon l'OSDH, Aïn Issa repasse aux mains des Kurdes. Le 10 juillet, une nouvelle incursion des forces de l'EI à Aïn Issa est repoussée par les Kurdes après 12 heures de combats, une quarantaine de djihadistes se replient vers le sud où ils sont ciblés par les forces aériennes de la coalition qui leur causent de lourdes pertes. 

## Pertes
Selon l'OSDH, les combats livrés pendant la semaine ont fait au moins 151 morts du côté de l'État islamique sur une longue ligne de front allant de Sarrine, au sud de Kobané, au mont Abdul Aziz Aïn, à l'ouest du gouvernorat de Hassaké, en passant par Aïn Issa,.

## Suites
Les environs d'Aïn Issa continuent cependant d'être le lieu d'accrochage; ainsi le 30 décembre 2015, 9 combattants des YPG sont tués par deux véhicules kamikazes.